# Berengaria di Castiglia
Berengaria di Castiglia (Siviglia, 1253 – Guadalajara, 1300) fu una principessa castigliana, signora di Guadalajara.

## Origine
Berengaria, come conferma il documento n° L dei DOCUMENTOS DE LA Iglesia Colegial de Santa María la Mayor (hoy Metropolitana) DE VALLADOLID, Siglo XIII, era figlia del re di Castiglia e di León e futuro re dei Romani, Alfonso X e di Violante d'Aragona(don Alfonso regnant era uno con la Reyna donna Yolant mi mugier et con mis fijas la Inffante donna Berenguella), che, come riporta la Cronaca piniatense, era figlia del Re di Aragona, Conte di Barcellona e delle altre contee catalane, re di Valencia e di Maiorca, signore di Montpellier e Carladès, Giacomo I il Conquistatore e della principessa ungherese Violante, figlia del re di Ungheria Andrea II e della principessa di Costantinopoli Iolanda di Courtenay.

Alfonso X, come riportano i documenti n° XX ed XXVII dei DOCUMENTOS DE LA Iglesia Colegial de Santa María la Mayor (hoy Metropolitana) DE VALLADOLID, Siglo XIII, era il figlio maschio primogenito del re di Castiglia, Ferdinando III e della sua prima moglie Elisabetta Hohenstaufen (detta Beatrice di Svevia alla corte di Castiglia) (Ferrandus Dei gratia Rex Castelle et Toleti una cum uxore mea Regina Beatrice et filiis meis Alfonso, Frederico, Fernando)(Ferrandus Dei gratia Rex Castelle et Toleti una cum uxore mea Regina Beatrice et filiis meis Alfonso, Frederico, Ferrando, Henrico), che, come riportano sia gli Annales Marbacenses era figlia del duca di Svevia e re di Germania, Filippo di Svevia (1179-1208, e di Irene Angelo (1181-1208), che secondo il Nicetae Choniatae Historia era figlia dell'imperatore di Costantinopoli, Isacco II Angelo e della prima moglie, Irene Tornikaina (ex priore coniuge libera susceptis, filiabus duabus et uno filio.... alteram" married "Siciliam regis Tangris filio), forse della famiglia dei Paleologi).

## Biografia
La Crónicas de los reyes de Castilla: Crónica del rey don Alfonso Décimo riporta che, nel secondo anno di regno di Alfonso X, nacque la figlia primogenita, Berenguela, che fu signora di Guadalajara.
Siccome nel 1254 era nata la secondogenita Beatrice, come confermato dal documento n° L dei DOCUMENTOS DE LA Iglesia Colegial de Santa María la Mayor (hoy Metropolitana) DE VALLADOLID, Siglo XIII, datato 1255 (don Alfonso regnant era uno con la Reyna donna Yolant mi mugier et con mis fijas la Inffante donna Berenguella et la Inffante donna Beatriz), il capitolo XIX delle Memorias historicas del Rei Alonso el Sabio oltre che riportare della nascita di Berenguela a Siviglia, riporta che nella medesima città, suo padre riunì Le Cortes, e il 5 maggio 1255, Berenguela fu riconosciuta erede al trono di Castiglia, in quanto suo padre non aveva ancora avuto un erede maschio; in Castiglia infatti non vigeva la legge salica.
Le trattative matrimoniali coinvolsero Berengaria già in tenera età: suo padre pensò di darla in sposa al figlio del re Luigi IX di Francia, il delfino Luigi Capeto; la trattativa matrimoniale viene ricordata anche da Matteo di Parigi (A.D. 1255 filius regis Francorum ducati in uxorem filiam regis Castellae).

Il matrimonio non fu mai celebrato per la morte del quattordicenne delfino nel 1260, quando Berenguela aveva circa otto anni.
Il 23 ottobre 1255 Alfonso X ebbe l'insperato figlio maschio Ferdinando, che divenne il nuovo erede della corona.
Nelle sue volontà testamentarie scritte pochi mesi prima della sua morte, Alfonso X dedicò alcune clausole alla sua primogenita assegnandole alcune rendite e confermandole il possesso della signoria di Guadalajara.
Pervenne molti anni dopo a Berengaria la proposta di matrimonio del sultano d'Egitto ma l'infanta, fervente cattolica, rifiutò di sposare un musulmano. 
Ancora secondo il capitolo XIX delle Memorias historicas del Rei Alonso el Sabio Berenguela preferì abbracciare la vita monastica: entrò nel Monastero di Santa María la Real de Las Huelgas a Burgos.
Secondo il Diccionario biográfico español, Real Academia de la Historia, Berengaria visse a Guadalajara, senza prendere marito, dove fondò il convento di Santa Chiara de Toro e dove si spendse nel 1300.

## Ascendenza
|                             |                     |                         | Genitori                      |  |  | Nonni |  |  | Bisnonni           |  |  | Trisnonni             |  |
|                             |                     |                         |                               |  |  |       |  |  | Alfonso IX di León |  |  | Ferdinando II di León |  |
|                             |                     |                         |                               |  |  |       |  |  | Alfonso IX di León |  |  | Ferdinando II di León |  |
|                             |                     | Urraca del Portogallo   |                               |  |  |       |  |  | Alfonso IX di León |  |  |                       |  |
| Ferdinando III di Castiglia |                     |                         |                               |  |  |       |  |  | Alfonso IX di León |  |  |                       |  |
|                             |                     | Berenguela di Castiglia | Alfonso VIII di Castiglia     |  |  |       |  |  |                    |  |  |                       |  |
|                             |                     | Berenguela di Castiglia | Alfonso VIII di Castiglia     |  |  |       |  |  |                    |  |  |                       |  |
|                             |                     | Berenguela di Castiglia | Eleonora d'Inghilterra        |  |  |       |  |  |                    |  |  |                       |  |
| Alfonso X di Castiglia      |                     | Berenguela di Castiglia |                               |  |  |       |  |  |                    |  |  |                       |  |
|                             |                     | Filippo di Svevia       | Federico Barbarossa           |  |  |       |  |  |                    |  |  |                       |  |
|                             |                     | Filippo di Svevia       | Federico Barbarossa           |  |  |       |  |  |                    |  |  |                       |  |
|                             |                     | Filippo di Svevia       | Beatrice di Borgogna          |  |  |       |  |  |                    |  |  |                       |  |
| Beatrice di Svevia          |                     | Filippo di Svevia       |                               |  |  |       |  |  |                    |  |  |                       |  |
|                             |                     | Irene Angelo            | Isacco II Angelo              |  |  |       |  |  |                    |  |  |                       |  |
|                             |                     | Irene Angelo            | Isacco II Angelo              |  |  |       |  |  |                    |  |  |                       |  |
|                             |                     | Irene Angelo            | Irene                         |  |  |       |  |  |                    |  |  |                       |  |
| Berengaria di Castiglia     |                     | Irene Angelo            |                               |  |  |       |  |  |                    |  |  |                       |  |
|                             | Pietro II d'Aragona | Alfonso II d'Aragona    |                               |  |  |       |  |  |                    |  |  |                       |  |
|                             | Pietro II d'Aragona | Alfonso II d'Aragona    |                               |  |  |       |  |  |                    |  |  |                       |  |
|                             | Pietro II d'Aragona | Sancha di Castiglia     |                               |  |  |       |  |  |                    |  |  |                       |  |
| Giacomo I d'Aragona         | Pietro II d'Aragona |                         |                               |  |  |       |  |  |                    |  |  |                       |  |
|                             |                     | Maria di Montpellier    | Guglielmo VIII di Montpellier |  |  |       |  |  |                    |  |  |                       |  |
|                             |                     | Maria di Montpellier    | Guglielmo VIII di Montpellier |  |  |       |  |  |                    |  |  |                       |  |
|                             |                     | Maria di Montpellier    | Eudocia Comnena               |  |  |       |  |  |                    |  |  |                       |  |
| Violante d'Aragona          |                     | Maria di Montpellier    |                               |  |  |       |  |  |                    |  |  |                       |  |
|                             |                     | Andrea II d'Ungheria    | Bela III d'Ungheria           |  |  |       |  |  |                    |  |  |                       |  |
|                             |                     | Andrea II d'Ungheria    | Bela III d'Ungheria           |  |  |       |  |  |                    |  |  |                       |  |
|                             |                     | Andrea II d'Ungheria    | Agnese di Chatillon           |  |  |       |  |  |                    |  |  |                       |  |
| Iolanda d'Ungheria          |                     | Andrea II d'Ungheria    |                               |  |  |       |  |  |                    |  |  |                       |  |
|                             |                     | Iolanda di Courtenay    | Pietro II di Courtenay        |  |  |       |  |  |                    |  |  |                       |  |
|                             |                     | Iolanda di Courtenay    | Pietro II di Courtenay        |  |  |       |  |  |                    |  |  |                       |  |
|                             |                     | Iolanda di Courtenay    | Iolanda di Fiandra            |  |  |       |  |  |                    |  |  |                       |  |
|                             |                     | Iolanda di Courtenay    |                               |  |  |       |  |  |                    |  |  |                       |  |

### Fonti primarie
- (LA)  Monumenta Germaniae Historica, Scriptores, tomus XVII.
- (LA)  #ES DOCUMENTOS DE LA Iglesia Colegial de Santa María la Mayor (hoy Metropolitana) DE VALLADOLID, Siglo XIII.
- (LA)  Matthaei Parisiensis, monachi Sancti Albani, Chronica Majora, Volume 5
- (LA)  Nicetae Choniatae Historia, Imperiii Isaacii Angeli
- (ES)  Crónica de San Juan de la Peña.
- (ES)  Crónicas de los reyes de Castilla: Crónica del rey don Alfonso Décimo.
- (ES)  Memorias historicas del Rei Alonso el Sabio

### Letteratura storiografica
- Ricardo del Arco y Garay, Sepulcros de la Casa Real de Castilla, 1954.
- Borrero Fernández}, Mercedes, 1987, Un monasterio sevillano convertido en panteón real durante la Baja Edad Media, ISSN 0066-5061 (WC · ACNP)
- Fernández Peña, María Rosa, La Iglesia española y las instituciones de caridad, 2006, ISBN 84-89788-16-2
- Manuel González Jiménez, Alfonso X el Sabio, 2004, ISBN 84-344-6758-5.
- Ibáñez de Segovia Peralta y Mendoza, Gaspar; Marqués de Mondejar, Memorias históricas del Rei D. Alonso el Sabio i observaciones a su chronica , 1777
- Loaysa, Jofré de e García Martínez, Antonio, Crónicas de los Reyes de Castilla Fernando III, Alfonso X, Sancho IV y Fernando IV (1248-1305), 1982, ISBN 84-00-05017-7
- Mariana, Juan de, Historia General de España, 1855, OCLC 8097245
- Menéndez Pidal de Navascués, Faustino, Heráldica medieval española: la Casa Real de León y Castilla, 1982, ISBN 978-84-00-05150-1
- Ybarra y López-Dóriga, Fernando de, Marqués de Arriluce de Ybarra, Un largo siglo de amores y desamores en el Alcázar de Sevilla (1248-1368), 1997, ISBN 84-8093-016-0